# Gueorgui Iordanov
Gueorgui Iordanov és un exfutbolista búlgar, que ocupava la posició de migcampista. Va nàixer a Plòvdiv el 21 de juliol de 1963.
Va militar en diversos equips del seu país, destacant sobretot al PFC Levski Sofia. Entre 1989 i 1994 va militar a la lliga espanyola, tot jugant a l'Sporting de Gijón i al CA Marbella.

## Títols
- Lliga búlgara: 87/88, 96/97
- Copa de Bulgària: 1997, 1999

## Selecció
Iordanov va ser internacional amb la selecció de Bulgària en 17 ocasions, marcant un gol. Va formar part del combinat del seu país que va acudir al Mundial de futbol de 1986.